# هاتا یوگا
هاتا یوگا (انگلیسی: Hatha yoga) شاخه‌ای از یوگاست. هاتا در لغت به معنی نیروست و بیان‌کننده یک سری از تکنیک‌های فیزیکی مکمل برای یوگاست. هندوها معتقدند که شیوا بنیان‌گذار هاتا یوگا بوده‌است.
در قرن بیستم، هاتا یوگا، به ویژه تمرینات آسانا در سراسر جهان به عنوان تمرین‌های بدنی محبوبیت زیادی پیدا کردند. آن‌ها در حال حاضر و در اصطلاح به یوگا مشهورند.هاتا یوگا نردبان رسیدن به راجا یوگاست.